# 张承
張承（177年—244年），字仲嗣，三國時東吳官員，重臣張昭之子。

## 生平
張承年少時就以才學而知名，與諸葛瑾、步騭、嚴畯交好。
他雖是張昭之子，出仕卻相當晚，直到建安二十四年（219年）孫權為驃騎將軍時，才辟他為西曹掾，出任長沙西部都尉。曾討平山越，獲得精兵一萬五千人。後來又當濡須都督，奮威將軍，封都鄉侯，因此又稱為張奮威。領私兵（部曲）五千人。
張承在史書評價頗高，為人勇壯剛毅、忠誠正直，能甄識人物，曾提拔彭城人蔡款和南陽人謝景，那時他們還很年少。後來他們皆被朝廷所用。諸葛瑾之子諸葛恪年輕時，因為他的才智令眾人驚嘆，但張承斷言諸葛恪必定令諸葛家衰敗。（後來諸葛恪被孫峻於政變中殺死，誅滅三族，張家亦被牽連族誅）
吳大帝赤烏七年（公元244年），張承逝世，諡定侯，享年六十七歲。

## 家庭

### 父
- 張昭，東吳重臣

### 弟
- 張休，東吳揚武將軍

### 妻
- 诸葛氏，续弦，诸葛瑾的女儿

### 子
- 張震，诸葛氏所生，袭爵都鄉侯

### 女
- 張妃，嫁孙权三子孙和
- 张氏，嫁陆逊次子陆抗

## 延伸阅读
[在维基数据编辑]
 《三國志·卷52》，出自陳壽《三國志》